# Kitami
Kitami (japanisch 北見市, -shi) ist eine Großstadt in der Unterpräfektur Okhotsk auf der Insel Hokkaidō (Japan).

## Geographie
Kitami liegt östlich von Sapporo, westlich von Abashiri und nördlich von Kushiro am Ochotskischen Meer.

## Geschichte
Kitami entstand 1897 als Siedlung der von der Regierung unterstützten Tondenhei, einer militärisch organisierten Siedlergruppe. Heute ist die Stadt das politische, kommerzielle und Bildungszentrum in der Kitami-Tiefebene. Die wichtigsten Industriezweige sind Getreide- und Zuckerverarbeitung, Milchproduktion, Holz, Möbel und Zellstoff.

## Verkehr
Der Bahnhof Kitami liegt an der Sekihoku-Hauptlinie von JR Hokkaido; Züge verkehren nach Asahikawa und Abashiri. Die Furusato-Ginga-Linie nach Ikeda wurde 2006 stillgelegt.
Die Stadt ist über die Nationalstraßen 39, 238, 242 und 333 erreichbar.

## Sport
Alljährlich findet seit 1986 entlang des Saroma-Sees der Saroma-See-100-km-Ultramarathon durch die Gemeinden Yūbetsu, Saroma und Kitami statt.

## Kultur
- Kitami-Observatorium

## Städtepartnerschaften
Kitami listet acht Gemeindepartnerschaften auf:
| Stadt     | Land                           | Typ                | seit |
| --------- | ------------------------------ | ------------------ | ---- |
| Barrhead  | Kanada                         | Partnerstadt       | 1991 |
| Elizabeth | New Jersey, Vereinigte Staaten | Partnerstadt       | 1969 |
| Jinju     | Südkorea                       | Partnerstadt       | 1985 |
| Kōchi     | Japan                          | Partnerstadt       | 1986 |
| Marumori  | Japan                          | Partnerstadt       | 1996 |
| Ōno       | Japan                          | Städtefreundschaft | 1998 |
| Poronaisk | Russland                       | Städtefreundschaft | 1972 |
| Sakawa    | Japan                          | Partnerstadt       | 1988 |

## Söhne und Töchter der Stadt
- Mari Motohashi (* 1986), Curlerin
- Akira Takase (* 1988), Fußballspieler
- Anna Ōmiya (* 1989, damals Tokoro), Curlerin
- Satsuki Fujisawa (* 1991), Curlerin
- Tatsuki Nara (* 1993), Fußballspieler

## Angrenzende Städte und Gemeinden
- Abashiri
- Ōzora
- Tsubetsu
- Bihoro
- Kamikawa
- Engaru
- Kunneppu
- Oketo
- Saroma
- Yūbetsu
- Kamishihoro